# Championnats du monde de lutte 2008
Navigation
Édition précédente Édition suivante
Les championnats du monde de lutte de 2008 se sont tenus du 11 au 13 octobre 2008 au Yoyogi National Gymnasium, à Tōkyō, au Japon. Bien que 2008 fût une année olympique, ces championnats, ne comportant que des épreuves de lutte libre féminine, furent tenus, car seuls 4 des 7 catégories de poids féminines étaient présentes aux Jeux.

## Résultats

### Lutte libre femmes
| Épreuves | Or                | Argent                      | Bronze                    |
| -------- | ----------------- | --------------------------- | ------------------------- |
| 48 kg    | Clarissa Chun     | Zhuldyz Eshimova-Turtbayeva | Makiko Sakamoto           |
| 48 kg    | Clarissa Chun     | Zhuldyz Eshimova-Turtbayeva | Guibei Su                 |
| 51 kg    | Hitomi Sakamoto   | Maryna Markevich            | Vanessa Boubryemm         |
| 51 kg    | Hitomi Sakamoto   | Maryna Markevich            | Yuliya Blahinya           |
| 55 kg    | Saori Yoshida     | Tetyana Lazareva            | Brittanee Laverdure       |
| 55 kg    | Saori Yoshida     | Tetyana Lazareva            | Tatiana Padilla           |
| 59 kg    | Ayako Shōda       | Natalia Golts               | Elvira Mursalova          |
| 59 kg    | Ayako Shōda       | Natalia Golts               | Agata Pietrzyk            |
| 63 kg    | Mio Nishimaki     | Lubov Volosova              | Lili Meng                 |
| 63 kg    | Mio Nishimaki     | Lubov Volosova              | Audrey Prieto-Bokhashvili |
| 67 kg    | Martine Dugrenier | Mami Shinkai                | Kateryna Burmistrova      |
| 67 kg    | Martine Dugrenier | Mami Shinkai                | Ochirbat Nasanburmaa      |
| 72 kg    | Stanka Zlateva    | Yan Hong                    | Kyoko Hamaguchi           |
| 72 kg    | Stanka Zlateva    | Yan Hong                    | Ohenewa Akuffo            |

### Tableau des médailles
| Rang  | Nation      | Or | Argent | Bronze | Total |
| ----- | ----------- | -- | ------ | ------ | ----- |
| 1     | Japon       | 4  | 1      | 2      | 7     |
| 2     | Canada      | 1  | 0      | 2      | 3     |
| 3     | États-Unis  | 1  | 0      | 1      | 2     |
| 4     | Bulgarie    | 1  | 0      | 0      | 1     |
| 5     | Russie      | 0  | 2      | 0      | 2     |
| 6     | Chine       | 0  | 1      | 2      | 3     |
| 6     | Ukraine     | 0  | 1      | 2      | 3     |
| 8     | Biélorussie | 0  | 1      | 0      | 1     |
| 8     | Kazakhstan  | 0  | 1      | 0      | 1     |
| 10    | France      | 0  | 0      | 2      | 2     |
| 11    | Azerbaïdjan | 0  | 0      | 1      | 1     |
| 11    | Mongolie    | 0  | 0      | 1      | 1     |
| 11    | Pologne     | 0  | 0      | 1      | 1     |
| Total | Total       | 7  | 7      | 14     | 28    |

### Classement par équipe
| Rang | Nation      | Total |
| ---- | ----------- | ----- |
| 1    | Japon       | 65    |
| 2    | Canada      | 40    |
| 3    | Russie      | 40    |
| 4    | États-Unis  | 31    |
| 5    | Ukraine     | 31    |
| 6    | Chine       | 29    |
| 7    | Mongolie    | 23    |
| 8    | Biélorussie | 18    |
| 9    | France      | 17    |
| 10   | Pologne     | 16    |